# Russ Anderson
Russell Vincent „Russ“ Anderson (* 12. Februar 1955 in Minneapolis, Minnesota) ist ein ehemaliger US-amerikanischer Eishockeyspieler, der im Verlauf seiner aktiven Karriere zwischen 1974 und 1985 unter anderem 529 Spiele für die Pittsburgh Penguins, Hartford Whalers und Los Angeles Kings in der National Hockey League auf der Position des Verteidigers bestritten hat.

## Karriere
Anderson verbrachte seine Juniorenzeit zwischen 1972 und 1974 zunächst an der Washburn High School in seiner Geburtsstadt Minneapolis im US-Bundesstaat Minnesota. Zwischen 1974 und 1976 studierte der Verteidiger an der University of Minnesota, an der er parallel zu seinem Studium für die Eishockeymannschaft der Universität in der Western Collegiate Hockey Association, einer Division im Spielbetrieb der National Collegiate Athletic Association, aktiv war. Bereits nach seinem Rookiejahr, in dem er in 30 Spielen zum Einsatz gekommen war, wurde er sowohl im NHL Amateur Draft 1975 in der zweiten Runde an 31. Stelle von den Pittsburgh Penguins aus der National Hockey League als auch im WHA Amateur Draft 1975 in der zweiten Runde an 22. Position von den Winnipeg Jets aus der World Hockey Association ausgewählt.
Nach zwei Jahren an der Universität wechselte der Defensivspieler im Sommer 1976 zu den Pittsburgh Penguins in die NHL. Neben elf Partien für das Farmteam Hershey Bears in der American Hockey League etablierte sich Anderson schnell bei den Penguins und kam im Spieljahr 1976/77 zu 66 NHL-Einsätzen, obwohl er sich im Saisonverlauf beide Schultern auskugelte und am Saisonende operiert werden musste. Dennoch war der US-Amerikaner in den folgenden viereinhalb Spielzeiten ein fester Bestandteil des Kaders Pittsburghs. Einzige Ausnahme bildete die Saison 1980/81, als er verletzungsbedingt nur 34-mal zum Einsatz kam. Ende Dezember 1981 wurde er schließlich gemeinsam mit einem Achtrunden-Wahlrecht im NHL Entry Draft 1983 im Tausch für Rick MacLeish an die Hartford Whalers abgeben.
Bei den Whalers erfüllte der Abwehrspieler seinen Vertrag bis zum Sommer 1983. Er bestritt in diesem Zeitraum 82 Spiele für das Team, ehe er im September 1983 als Free Agent einen Vertrag bei den Los Angeles Kings unterzeichnete. Dort verbrachte er zwei weitere Spielzeiten in der NHL, ehe Anderson seine Karriere im Sommer 1985 im Alter von 30 Jahren für beendet erklärte.

### International
Für sein Heimatland nahm Anderson an der Weltmeisterschaft 1977 in der österreichischen Hauptstadt Wien teil. Der Verteidiger bestritt alle zehn Turnierspiele, blieb dabei aber punktlos und belegte mit dem US-amerikanischen Team den sechsten Rang im Endklassement.

## Karrierestatistik

### International
Vertrat die USA bei:
- Weltmeisterschaft 1977

(Legende zur Spielerstatistik: Sp oder GP = absolvierte Spiele; T oder G = erzielte Tore; V oder A = erzielte Assists; Pkt oder Pts = erzielte Scorerpunkte; SM oder PIM = erhaltene Strafminuten; +/− = Plus/Minus-Bilanz; PP = erzielte Überzahltore; SH = erzielte Unterzahltore; GW = erzielte Siegtore; 1 Play-downs/Relegation; Kursiv: Statistik nicht vollständig)